# Иоанн Комнин Толстый
Иоанн Комнин, имевший прозвище «Толстый» (греч. Ἰωάννης Κομνηνός ὁ παχύς) — византийский аристократ, поднявший 31 июля 1201 года восстание в Константинополе против императора Алексея III Ангела (пр. 1195—1203). Мятеж был подавлен, а бунтовщик — убит.

## Происхождение
Иоанн был сыном протостратора Алексея Аксуха. Эта семья имела турецкие корни, и её представители были военачальниками при императорах династии Комнинов. Эти два рода были родственниками: мать Иоанна Мария являлась дочерью старшего сына императора Иоанна II Комнина — Алексея. Таким образом, родословная Иоанна была не хуже, чем у представителей династии Ангелов, захвативших власть в 1185 году.
Правление Исаака II и Алексея III проявило имевшиеся в стране проблемы: коррупция, ослабление вооружённых сил империи, тяга местных наместников к сепаратизму, отсутствие денежных средств, постоянные мятежи и восстания.
Иоанн не был популярным в столичной среде, и реальным вдохновителем заговора считается Алексей Дука Мурзуфл, на стороне которого были и Комнины — братья Алексей и Давид.

## Мятеж
Восстание началось 31 июля 1201 года, когда Иоанн Комнин, вместе со своими людьми, ворвался в собор Святой Софии. Там Иоанн провозгласил себя новым императором, хотя патриарх Иоанн X Каматир спрятался в шкафу. Затем заговорщики отправились к Большому дворцу, а после его взятия — к ипподрому, где и остались.
Захватив западную часть дворца, Иоанн сел на императорский трон, который сломался из-за его большого веса. С этой поры новый правитель не отдал ни одного приказа, кроме того, что раздал своим главным сторонниками важнейшие государственные посты. Тогда его сторонники, среди которых были грузинские и итальянские наёмники, начали заниматься разбоем.
Когда настала ночь, толпа разошлась по домам, готовясь с утра продолжить грабежи. В это время, Алексей III находился во Влахернском дворце, который располагался в северо-западной части города. У Одигийского монастыря отряд императорской свиты соединился с секироносцами. Их возглавил зять императора Алексей Палеолог.

## Смерть
После этого у ипподрома произошло их столкновение с людьми Иоанна, завершившееся поражением последних. После этого Иоанн Комнин был убит.
Голова мятежника, еще истекая кровью, со страшно оскаленным ртом и моргающими глазами, была на петле поднята среди торговой площади на показ всем, а труп на носилках был выставлен под открытым небом у южных ворот Влахернского дворца. Глядя вниз с высоты царского жилья, надстроенного над этими воротами, царь любовался на труп бедного Иоанна, раздувшийся толще быка, торжествовал от радости и хвастал счастливым окончанием всего дела. Впоследствии тело было взято отсюда и брошено на съедение собакам и птицам, — что показалось, однако, всем в некоторой степени уже зверством и бесчеловечием!
Многие восставшие были казнены и отправлены в тюрьмы, участь тюремного сидельца коснулась и Мурзуфла, просидевшего в тюрьме вплоть до 1203 года. Братья Алексей и Давид бежали к царице Грузии Тамаре, которая была их родственницей, и год спустя на руинах Византии основали Трапезундскую империю.

## Семья
Иоанна считают отцом Феодоры Аксухины, жены трапезундского императора Алексея I Великого Комнина (пр. 1204—1222).
Неизвестно, кем являлась жена Иоанна. Существует версия, что это была дочь Иоанна II Комнина и Ирины Арпад.